# Georges Bidault
Ne doit pas être confondu avec Georges Bidault de l'Isle.
Pour les articles homonymes, voir Bidault.
Georges Bidault, né le 5 octobre 1899 à Moulins (Allier) et mort le 27 janvier 1983 à Cambo-les-Bains (Pyrénées-Atlantiques), est un résistant et un homme d'État français.
Après avoir combattu lors de la guerre de 1914-1918, il adhère au Parti démocrate populaire (PDP) et devient rédacteur en chef du quotidien catholique L'Aube.
Engagé volontaire au début de la Seconde Guerre mondiale, il est emprisonné pendant plus d’un an. Compagnon de la Libération, il devient président du Conseil national de la Résistance (CNR) à la suite de la disparition de Jean Moulin en 1943, et descend les Champs-Élysées derrière le général de Gaulle lors de la libération de Paris.
À l'origine de la fondation du Mouvement républicain populaire (MRP), il est plusieurs fois ministre entre 1944 et 1954 (vice-président du Conseil, Affaires étrangères, Défense nationale). Il préside le Gouvernement provisoire de la République française de juin à décembre 1946 et occupe la présidence du Conseil des ministres d’octobre 1949 à juin 1950. Ministre des Affaires étrangères à trois reprises, il est l'un des acteurs clés de la politique étrangère de la France durant la IVe République.
Député de la Loire, il soutient le retour du général de Gaulle au pouvoir dans le cadre de la crise de mai 1958. Mais partisan déterminé de l’Algérie française, il cofonde un nouveau Conseil national de la Résistance, ce qui le conduit à s’exiler. Rentré en France en 1968, il ne retrouve pas de responsabilités de premier plan. Une rumeur fait de lui l'un des cofondateurs du Front national avec Jean-Marie Le Pen en 1972, dont il se serait éloigné au bout de quelques semaines.

## Biographie

### Jeunesse et professorat
Il est issu d'une famille de propriétaires ruraux catholiques et plusieurs membres de sa famille ont appartenu au clergé.
Georges Augustin Bidault est le fils de Georges Bidault (1848-), agent d'assurances et petit propriétaire terrien à Moulins (Allier) et de Louise Françoise Augustine Traverse (née le 10 juillet 1860 à Thoissey dans l'Ain et morte le 17 juin 1901 à Moulins),,.
Il fait partie d'une fratrie de six enfants. Il a trois sœurs : Marcelle Bidault (1901-1975), également membre de la Résistance, Marie Marguerite Edwige Bidault et Elisabeth Hélène Marie Bidault, ainsi que deux frères : François Louis Bidault et Paul Philibert Bidault (né le 14 août 1882 à Moulins et mort le 24 octobre 1957).
Il fait ses études primaires et secondaires au Collège Franklin, établissement tenu par des jésuites. Ses premières convictions politiques semblent avoir été forgées par la lecture d'une biographie du catholique libéral Charles de Montalembert. En 1916, il est reçu au baccalauréat avec une mention assez bien.
Georges Bidault obtient une licence d'histoire à la Sorbonne à l'âge de 18 ans, il est appelé sous les drapeaux au 92e régiment d'infanterie en 1918. Nommé caporal, il est encore à l'instruction lorsque survient l'armistice du 11 novembre. Pour terminer son service militaire, Georges Bidault est affecté de 1919 à 1921 comme soldat-professeur à l'École militaire d'infanterie de Saint-Maixent. Il sera rappelé en 1921, lors de la première occupation de la Ruhr ordonnée par Aristide Briand. Il préside la Conférence Olivaint en 1922. Revenu à la Sorbonne, il obtient un diplôme d'études supérieures avec un mémoire sur la gabelle au XVIIIe siècle, avec le professeur Camille Bloch. Il est reçu premier à l'agrégation d'histoire et géographie en 1925, devant Pierre Brossolette et Louis Joxe. De 1925 à 1926, il enseigne au lycée de Valenciennes.
De 1926 à 1931, Georges Bidault est affecté à Reims, il y noue des liens étroits avec l'un de ses élèves, le futur sociologue Roger Caillois qui, en 1971 écrit, à son ancien professeur : « L'Histoire est, de loin, la moindre part de l'enseignement que j'ai reçu de vous. Vous m'avez appris bien davantage du côté du style et de la conduite de vie. ». Nommé ensuite de 1931 à 1940 au lycée Louis-le-Grand, à Paris, il a pour élèves Jean Ferniot et Jean d'Ormesson, qui évoquera plus tard « l'éloquence froide » de son professeur et son « originalité d'esprit ».

### Militant démocrate-chrétien

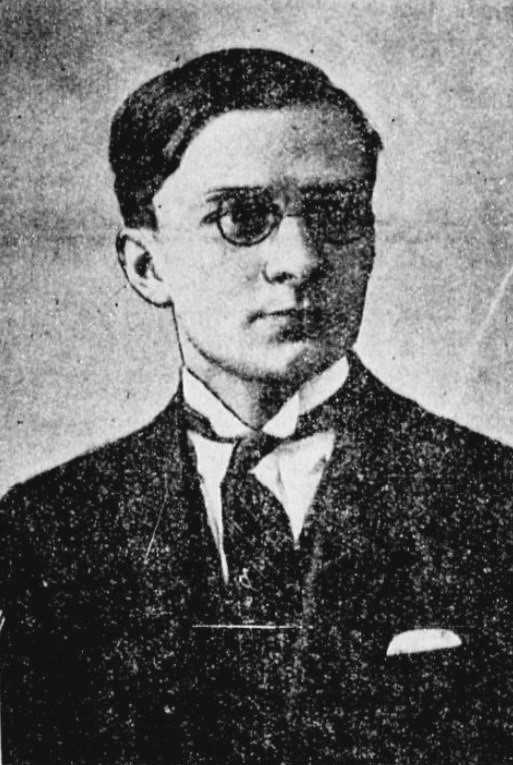
Georges Bidault, en 1934, alors membre du conseil national du PDP.

Membre de l'Association catholique de la jeunesse française (ACJF) après la Première Guerre mondiale, il en devient vice-président et trouve là les bases de son futur engagement politique. Le grand combat de Georges Bidault dans les années 1920 se fait contre l'Action française. En 1927, dans un article des Cahiers de la Nouvelle Journée de Paul Archambault, il attaque le nationalisme maurrassien et la volonté de celui-ci d'incarner à lui seul le patriotisme français. Georges Bidault soutient fortement la condamnation de l'Action française par le pape Pie XI. En 1930, dans la revue démocrate-chrétienne Politique fondée par Charles Flory et Marcel Prélot, il signe un article intitulé : Charles Maurras : le déclin d'une influence. Il adhère au Parti démocrate populaire (PDP) en 1931.
En avril 1936, il est candidat du PDP aux élections législatives, dans la circonscription de Domfront (Orne) contre le député sortant Georges Roulleaux-Dugage, un notable catholique et conservateur, mais il est battu dès le premier tour, obtenant 25 % des suffrages exprimés. Le 11 novembre 1938, avec Francisque Gay, il lance les Nouvelles Équipes françaises, destinées à rassembler la mouvance démocrate-chrétienne.

### Éditorialiste deL'Aube
C'est comme éditorialiste du quotidien catholique L'Aube à partir de 1934 que Georges Bidault se fait connaître. Il en devient le rédacteur en chef. La qualité de sa plume et de ses analyses lui vaut une influence qui dépasse celle du journal, comme en témoigne un jugement de Paul Reynaud en 1938 : « Il n'est pas un parlementaire digne de ce nom […] qui, à propos d'un problème d'actualité, ne lise L'Aube pour savoir ce qu'en pense Georges Bidault ».
L'historien Jean-Pierre Rioux définit en 1983 son apport aux débats politiques des années 1930 : « Les droits de l'homme, une presse propre, un solide parlementarisme et la représentation proportionnelle : (…) toute une génération d'hommes neufs résume ainsi son sens du bien commun et du service public. Nombre d'entre eux l'ont appris en lisant Bidault ».
Georges Bidault poursuit ses polémiques avec l'Action française. En juin 1938, il s'élève contre l'élection de Charles Maurras à l'Académie française, y voyant « le pouvoir de l'insulte sur la lâcheté », dans un éditorial intitulé « Le provocateur au meurtre sous la Coupole ».
Les questions de politique étrangère occupent une place croissante dans ses éditoriaux. Il observe avec inquiétude la consolidation du régime hitlérien : « Quand Hindenburg abandonna Brüning, il choisissait sans le savoir dans le Walhalla son exécuteur testamentaire ». Il assimile l'Allemagne de la nuit des Longs Couteaux à « un ilote en proie à l'ivresse ».

### Seconde Guerre mondiale et Résistance
Georges Bidault est mobilisé sur sa demande en février 1940 avec le grade de sergent. Il participe à la bataille de France et est fait prisonnier à Soissons le 8 juin 1940. Il est ensuite libéré en juillet 1941 en sa qualité d'ancien combattant de la guerre de 1914-1918. Il s'installe alors en zone sud en octobre 1941 et est affecté au lycée du Parc, à Lyon.
Il entre dans la Résistance, au comité directeur du mouvement Combat d'Henri Frenay à Lyon. De février à avril 1942, Georges Bidault est rédacteur en chef du journal clandestin Combat. En avril 1942, à initiative de Jean Moulin, il dirige le Bureau d'information et de presse (BIP), véritable agence de presse clandestine. Georges Bidault s'entoure des journalistes Pierre Corval, Rémy Roure, Louis Terrenoire et Yves Farge. Le BIP publie le Bulletin d'informations générales destiné aux mouvements de Résistance et à Londres, sa publication est très fréquente.
Au printemps 1943, en accord avec Jean Moulin, il entre au comité directeur du mouvement Front national de zone sud. En mai 1943, il est membre du Conseil national de la Résistance (CNR) à sa fondation et Georges Bidault y représente le PDP. Il vit dans la clandestinité et quitte Lyon pour aller vivre à Paris.
Durant la Résistance, il utilise le pseudonyme Bip. Dans son travail clandestin, il côtoie les membres de la délégation générale (délégation en France du général de Gaulle, puis du CNF, enfin du CFLN) : Jean Moulin, Claude Bouchinet-Serreulles, etc. et des membres du secrétariat de cette délégation : notamment Daniel Cordier et Laure Diebold. Daniel Cordier a d'ailleurs écrit que Georges Bidault, qui était doté d'« une grande intelligence tactique » ainsi que d'« une vaste culture historique », a toujours et en toute occasion rendu hommage à Jean Moulin « avec la complicité du cœur » afin de « faire revivre l'ami qu'il admirait ».
En septembre 1943, il est élu président du CNR à la suite de la disparition de Jean Moulin.

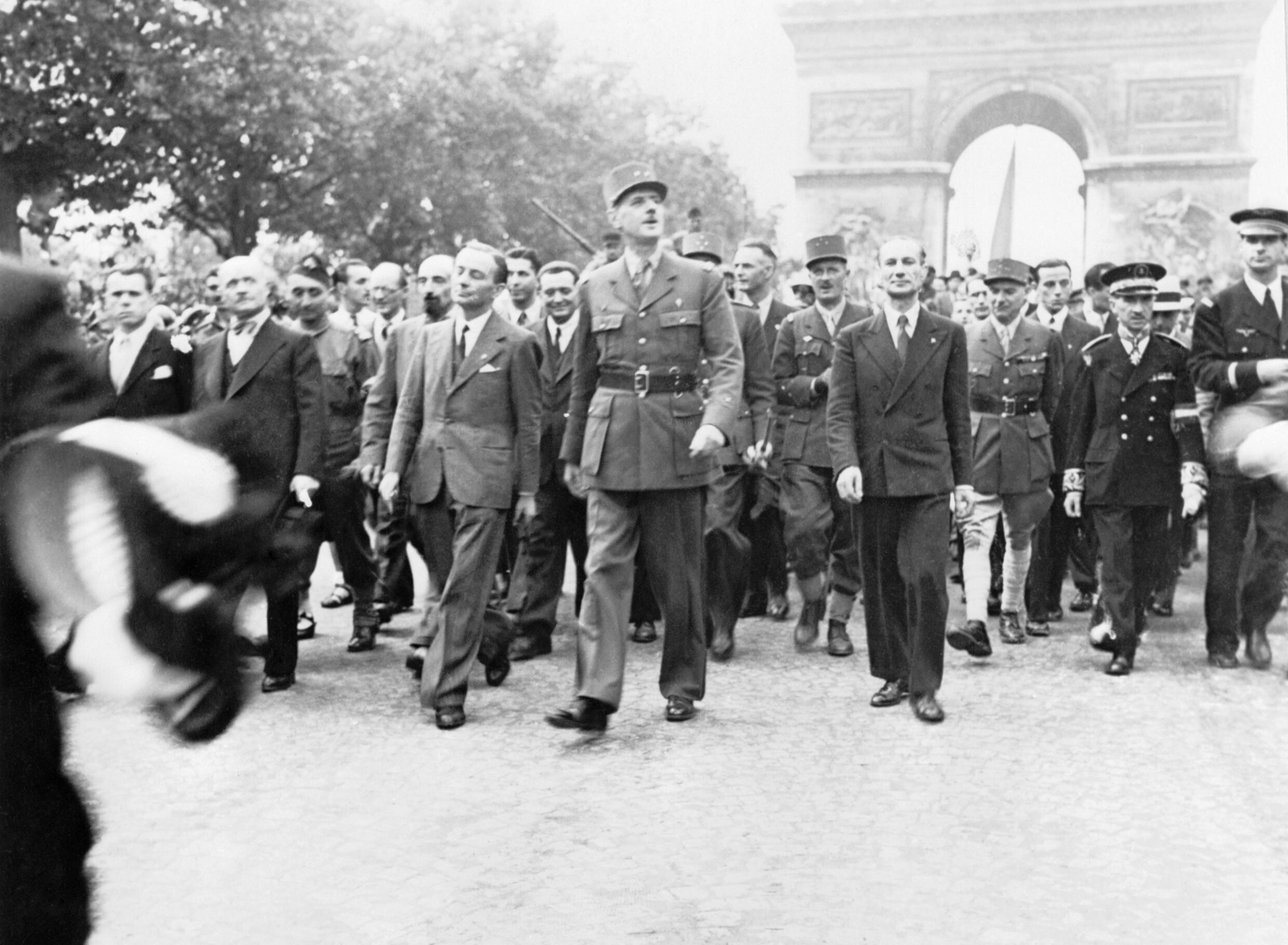
Georges Bidault, à la droite du général de Gaulle, lors du défilé du 26 août 1944.

Le 26 août 1944, lors du défilé de la libération de Paris, Georges Bidault descend les Champs-Élysées, derrière le général de Gaulle, avec d’autres membres de la résistance intérieure. Celui-ci lui aurait alors lancé « Redressez-vous, Bidault ! », puis, lorsque Bidault s’avança pour marcher sur la même ligne que le général, « Monsieur, un peu en arrière, s’il vous plaît », refusant de voir dans le chef de la résistance intérieure son égal. Après avoir fondé un nouveau CNR en 1962, Georges Bidault sera effacé de ces images.
Il est l'un des fondateurs du Mouvement républicain populaire (MRP, 26 novembre 1944), principale force politique chrétienne-démocrate qui ait jamais existé en France. Il en devient président d’honneur en mai 1952.
En octobre 1945, il crée avec Pierre Bouligaud le journal local Le Pays roannais[réf. nécessaire].

### IVeRépublique
Il est élu député de la Loire en octobre 1945, puis est réélu en juin 1946, novembre 1946, juin 1951 et janvier 1956 jusqu'en décembre 1958. Georges Bidault est élu député de la 6e circonscription de la Loire en novembre 1958 et le restera jusqu’en octobre 1962.
De septembre 1944 à juin 1954, il participe à de nombreux gouvernements, souvent comme ministre des Affaires étrangères. En février 1947 il représente la France pour la signature des traités de paix avec les anciens alliés européens du Reich. Il est par deux fois chef du gouvernement :
- de juin à décembre 1946 il préside le Gouvernement provisoire de la République française, à la tête d'une coalition « tripartite » (communistes, socialistes SFIO et MRP). Il exerce de fait une fonction équivalente à celle de chef de l'État et occupe également la charge de ministre des Affaires étrangères.
- d'octobre 1949 à juillet 1950 il est président du Conseil, à la tête d'une coalition « Troisième Force » (socialistes, MRP, et diverses formations du centre-gauche et du centre-droit).

Il négocie pour la France la Charte des Nations unies et est l'un des signataires du traité franco-britannique de Dunkerque en 1947. Face au Coup de Prague et au blocus de Berlin, il mène une politique anticommuniste. En 1948, il signe le traité de Bruxelles instituant l'Union de l'Europe occidentale. Il est favorable à la CED tout en négociant des protocoles additionnels qui limitent la portée supranationale du traité.
Il préside de 1952 à 1954 le Comité d'action de la Résistance.
En août 1953, il joue un rôle important dans la déposition du sultan du Maroc. Il est candidat à la présidence de la République lors des deux premiers tours en décembre 1953.
Georges Bidault critique la politique indochinoise d'Émile Bollaert en 1947 et de Pierre Mendès France en 1954 et la politique nord-africaine d'Edgar Faure en 1955.
Partisan de l'Algérie française, il s’oppose à toute création d’un exécutif algérien en 1957. C'est l'un des 80 députés qui votent l'« amendement Salan » selon lequel le gouvernement peut procéder à des appels sous les drapeaux des citoyens français appartenant à la disponibilité et à la première réserve domiciliés en Algérie.

### VeRépublique
Le 7 août 1957, Georges Bidault écrit dans Carrefour, hebdomadaire auquel il collabore régulièrement, que « si nous disons oui à une solution non française en Algérie, […] ce ne sont pas des jours d’amertume que nous nous préparons : c’est cinquante ans de décadence. Nous n’aurions pas consenti seulement à une nouvelle amputation du patrimoine national : nous aurions consenti à sa disparition totale prochaine ».
En juin 1958, il vote l’investiture du gouvernement du général de Gaulle. Il se sépare du MRP et crée la Démocratie chrétienne de France qui n’aura qu’un succès électoral limité.
Par la suite, l'ancien chef du CNR constate que le général de Gaulle s'oriente vers le retrait de la France en Algérie. Engagement qui découle de ce serment solennellement prononcé le 29 juin 1961 à l'Assemblée nationale : « Nous resterons fidèles à ceux qui sont fidèles à la terre française d'au-delà de la Méditerranée, à la continuité de notre destin. Rien ni personne ne nous arrachera du cœur ce qui est à la fois la vocation et le devoir de la France : garder aux Français d'Algérie, quelle que soit leur confession ou leur communauté, leur terre, leurs morts et leur drapeau. (Applaudissements prolongés au centre droit, à droite, sur de nombreux bancs au centre gauche et sur quelques bancs à gauche.) »
Et c'est en ces termes forts qu'il réagit à l'annonce de la signature des accords d'Evian, dans Carrefour du 21 mars 1962 :

« J'ai fait effort pour parler, avec une modération dont je me reproche l'excès, d'une abdication qui n'est pas humainement pardonnable. Quinze départements livrés d'un seul coup. Des garanties qui n'existent pas. Une « fumisterie » sinistre. L’abaissement des consciences et la mutilation de la patrie. Cette prodition, ce reniement, la miséricorde divine, qui sait ce qu’il y a de faiblesse au sein de l’orgueil peut seule faire au jour du jugement ce que la nation même unanime est hors d’état d’accomplir : pardonner.
Nous sommes à l’heure H. C’est vrai. L’heure de la honte. L’heure du reniement. L’heure de la trahison.
À celui et à ceux qui ont accompli cet acte impardonnable sur terre, il faut appliquer, même sans user du fer rouge, mais pour perpétuelle mémoire, le verdict énoncé par de Gaulle il y a vingt ans : « Malheur à ceux qui ont joué la défaite ! IL VAUDRAIT MIEUX POUR EUX QU’ILS NE FUSSENT JAMAIS NES. » »

Avec Jacques Soustelle, Antoine Argoud et Pierre Sergent, Bidault constitue le 20 mai 1962 à Rome le comité exécutif du Conseil national de la Résistance visant à défendre l’Algérie française. Il est désigné comme président de cet organisme.
Accusé d'avoir participé à l'OAS à la suite de la découverte de documents du général Salan, il s'en est toujours défendu bien que s'affirmant pour une Algérie française et ne condamnant pas fermement l'organisation. Néanmoins, en juillet 1962, au lendemain de l’indépendance de l’Algérie, son immunité parlementaire est levée en raison de ces activités subversives.
Il quitte la France en 1963. Menant une vie clandestine, et apprenant l’enlèvement du colonel Antoine Argoud à Munich par des hommes des services spéciaux français, Georges Bidault publie un article virulent et est expulsé d’Allemagne ; le Portugal l’expulse à son tour vers le Brésil, où il passera, avec son épouse, plus de quatre ans.
Il s'installe en Belgique en 1967, et, à la suite de l'amnistie des anciens responsables de l'OAS en 1968 (conséquence inattendue des événements de mai 1968), rentre en France en juin de la même année. Il crée le Mouvement pour la justice et la liberté, qui soutient Alain Poher lors de l’élection présidentielle française de 1969.
Le 5 octobre 1972, il aurait participé à la création du Front national sous l'égide d'Ordre nouveau et s'en serait retiré au bout de quelques jours, le 8 ou le 12, refusant « le compagnonnage des « petites frappes fascistes » d'Alain Robert ». Cependant, selon Maxime Tandonnet, il n’en aurait jamais fait partie. La confusion viendrait de la présence de Guy Ribeaud, qui l'avait accompagné dans son exil, à la réunion fondatrice du Front national, initiative dont se serait désolidarisé Georges Bidault. « Ainsi, contrairement à une rumeur ou une légende, cyniquement entretenue, Georges Bidault n’a jamais appartenu, ni de près ni de loin, au Front national, pas plus qu’il n’a été membre de l’OAS », écrit le biographe.

### Vie privée

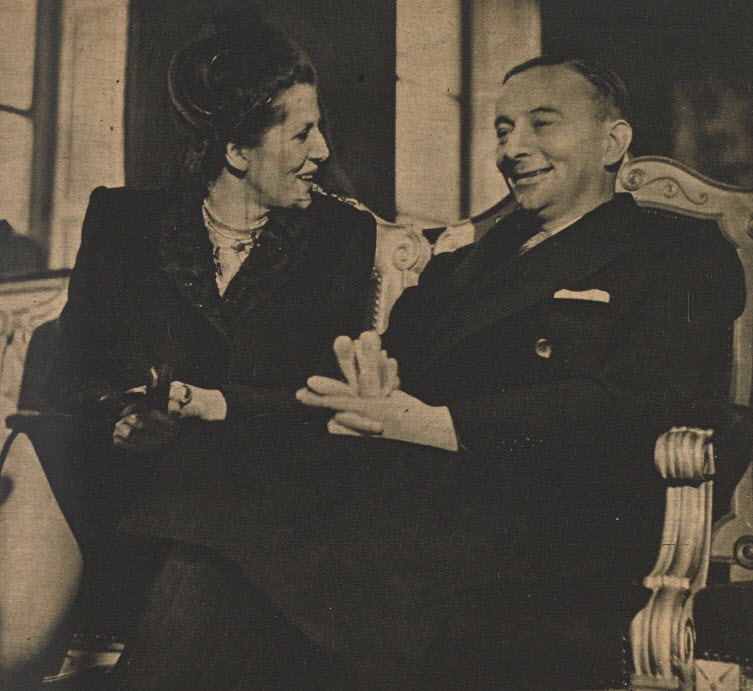
Suzanne Borel et Georges Bidault en 1946.

Le 27 décembre 1945, dans le 7e arrondissement de Paris, Georges Bidault épouse la résistante Suzanne Borel, première femme à avoir été attachée d'ambassade en 1930, et qui devint directrice adjointe de son cabinet. Elle a largement inspiré le personnage de « Mademoiselle Crapotte » dans le roman autobiographique La Fin des ambassades de son collègue, le diplomate-écrivain Roger Peyrefitte (Roger Peyrefitte s'y moque aussi du côté « petit prof » de Georges Bidault). Suzanne Borel apparaît également dans les Propos secrets de Peyrefitte.

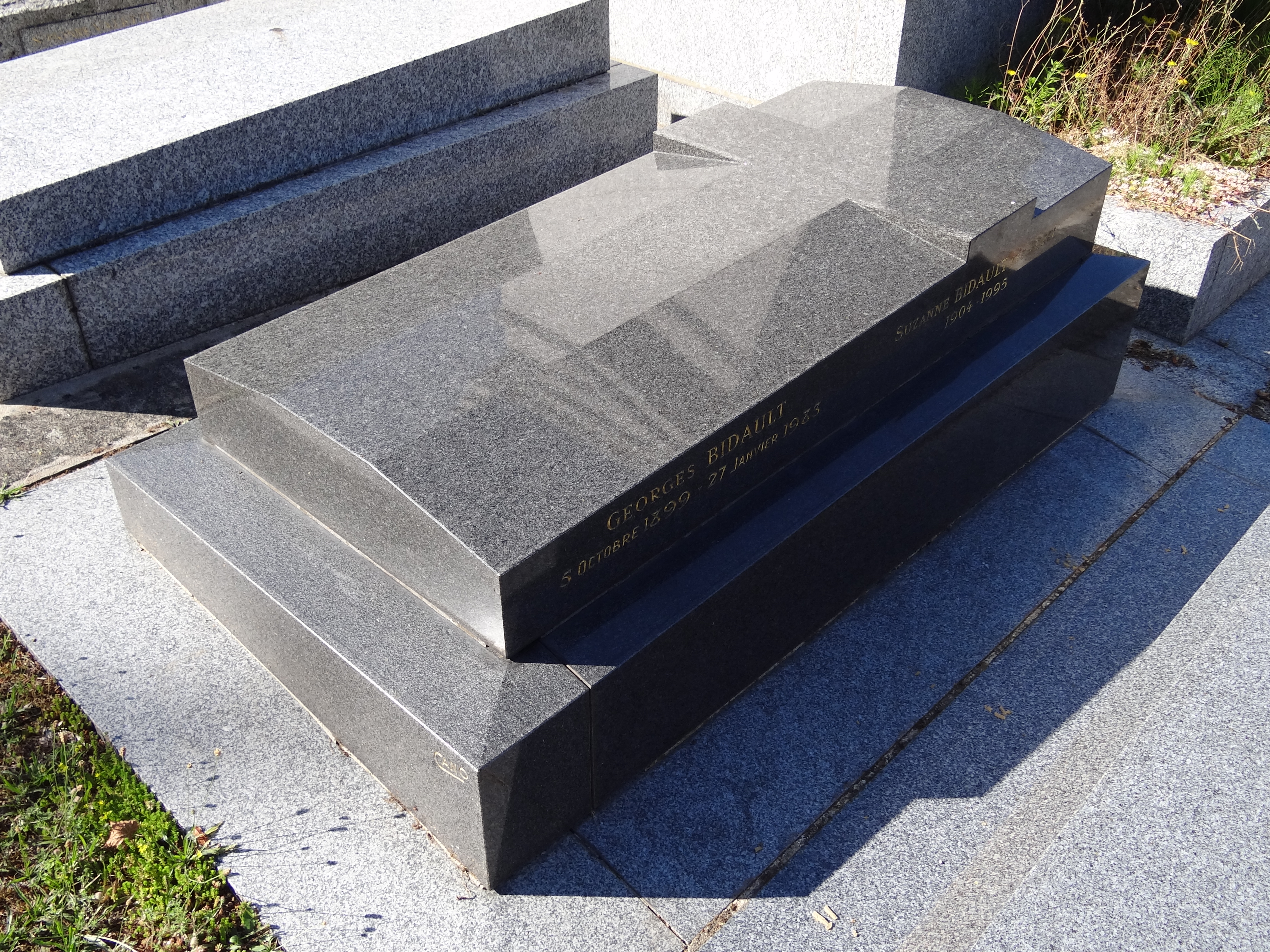
La tombe de Georges Bidault et de Suzanne Borel au cimetière de La Celle-les-Bordes (Yvelines).

Georges Bidault meurt en 1983. Ses obsèques ont lieu à Saint-Louis-des-Invalides. Il est inhumé au cimetière de La Celle-les-Bordes dans les Yvelines.

## Détail des mandats et fonctions

### Au gouvernement
| Fonction                                                                                         | Gouvernement           | Période                                  |
| ------------------------------------------------------------------------------------------------ | ---------------------- | ---------------------------------------- |
| Ministre des Affaires étrangères                                                                 | de Gaulle I            | du 10 septembre 1944 au 21 novembre 1945 |
| Ministre des Affaires étrangères                                                                 | de Gaulle II           | du 21 novembre 1945 au 26 janvier 1946   |
| Ministre des Affaires étrangères                                                                 | Gouin                  | du 26 janvier au 24 juin 1946            |
| Président du gouvernement provisoire de la République française Ministre des Affaires étrangères | Bidault I              | du 24 juin au 16 décembre 1946           |
| Ministre des Affaires étrangères                                                                 | Ramadier I             | du 22 janvier au 22 octobre 1947         |
| Ministre des Affaires étrangères                                                                 | Ramadier II            | du 22 octobre au 24 novembre 1947        |
| Ministre des Affaires étrangères                                                                 | Schuman I              | du 24 novembre 1947 au 26 juillet 1948   |
| Président du Conseil                                                                             | Bidault II Bidault III | du 28 octobre 1949 au 2 juillet 1950     |
| Vice-président du Conseil                                                                        | Queuille II            | du 2 au 12 juillet 1950                  |
| Vice-président du Conseil                                                                        | Queuille III           | du 10 mars au 11 août 1951               |
| Vice-président du Conseil Ministre de la Défense nationale                                       | Pleven II              | du 11 août 1951 au 20 janvier 1952       |
| Vice-président du Conseil Ministre de la Défense nationale                                       | Faure I                | du 20 janvier au 8 mars 1952             |
| Ministre des Affaires étrangères                                                                 | Mayer                  | du 8 janvier au 28 juin 1953             |
| Ministre des Affaires étrangères                                                                 | Laniel I Laniel II     | du 28 juin 1953 au 19 juin 1954          |

### Au Parlement
- 21 octobre 1945 - 10 juin 1946 : député constituant de la Loire
- 2 juin - 27 novembre 1946 : député constituant de la Loire
- 10 novembre 1946 - 4 juillet 1951 : député de la Loire
- 17 juin 1951 - 1er décembre 1955 : député de la Loire
- 2 janvier 1956 - 8 décembre 1958 : député de la Loire
- 30 novembre 1958 - 9 octobre 1962 : député de 6e circonscription de la Loire

### Au MRP
- mai 1949 - mai 1952 : président du MRP

## Distinctions

### Décorations
- Grand-croix de la Légion d'honneur de droit en qualité de grand maître de l'ordre (19 juin 1946)[42]
- Compagnon de la Libération (27 aout 1944)[43]

- Médaille de la Résistance française avec rosette (31 mars 1947)[44]
- Grand cordon de l'ordre du Ouissam alaouite (juin 1945)[45]

- Commandeur de la Legion of Merit (24 aout 1945)[46]

### Hommage
- Docteur honoris causa (Doctor of Laws) de l'université de Californie (4 mai 1945)[47]

## Publications et bibliographie
- Discours sur la CED, Éditions AIA, Paris, 1953.
- Algérie, l’oiseau aux ailes coupées, Éditions de la Table ronde, 1958.
- D’une résistance à l’autre, Presses du siècle, 1965.
- Entretiens avec Guy Ribeaud, Éditions de la Table ronde, 1968.
- Georges Bidault : de la Résistance à l'Algérie française, par Maxime Tandonnet, Paris, Perrin, 2022, 368 p.  (ISBN 978-2262082307)

## Dans la culture populaire
- 2013 : Alias Caracalla, au cœur de la Résistance – rôle de Georges Bidault joué par Nicolas Marié.

### Archives nationales
Les papiers personnels de Georges Bidault sont conservés aux Archives nationales sous la cote 457AP.

#### Ouvrages
- Barthélémy Ott, Georges Bidault, l’indomptable, Imprimerie du Vivarais, 1975.
- Bulletin de l'Association des Amis de Georges Bidault, janvier 1986, Presses Sudestasie, 1985,  (ISBN 285881-035-4).
- Jacques Dalloz, Georges Bidault, biographie politique, Paris, L'Harmattan, 1993.
- Jean-Claude Demory, Georges Bidault, Éditions Julliard, 1995.
- Jean-Rémy Bézias, Georges Bidault et la politique étrangère de la France (États-Unis, Europe, Proche-Orient), 1944-1948, L'Harmattan, 2006.
- Daniel Cordier, Alias Caracalla, Éditions Gallimard, 2009.
- Maxime Tandonnet, Georges Bidault : De la Résistance à l'Algérie française, Paris, Éditions Perrin, 2022, 358 p. (ISBN 978-2-262-08230-7, OCLC 1306219127, BNF 47134917).

#### Articles
- Maurice Vaïsse, « Georges Bidault », Politique étrangère,‎ n°1 - 1986 - 51e année, p. 75-83 (lire en ligne).
- Georges-Henri Soutou, « Georges Bidault et la construction européenne, 1944-1954 », Revue d'histoire diplomatique,‎ 1991, vol.3-4, p. 267-306.
- Jean-Rémy Bézias, « Prélude au conseil de l'Europe : la déclaration de Georges Bidault à la Haye (19 juillet 1948) », Guerres mondiales et conflits contemporains,‎ 4/ 2005 (n° 220), p. 115-128 (lire en ligne).
- « Notes de lecture », Relations internationales,‎ 4/ 2007 (n° 132), p. 91-96 (lire en ligne).